# Raimondo Orsini del Balzo
Raimondo Orsini del Balzo, surnommé Raimondello(parfois appelé sous la forme francisée de son nom : Raymond des Ursins des Baux) (Tarente, vers 1350-1355 - Tarente, 17 janvier 1406), fut un dirigeant italien.
Il était prince de Tarente, duc de Bari et de Bénévent, comte de Bisceglie, Lecce et Soleto, seigneur de Gallipoli, Martina Franca, Nardò, Oria, Ostuni, Otranto, Tricase et Ugento, Grand-connétable du royaume de Naples et porte-drapeau de l'Église.

## Biographie
Raimondello était le deuxième fils de Nicola Orsini (1331-1399), 3e comte de Nola, chancelier du royaume de Naples pour le roi Charles, et de Jeanne de Sabran (fille d'Ermengaud de Sabran, seigneur d'Ansouis et d'Ariano, et d'Alix des Baux-de Meyrargues ; donc la demi-sœur de saint Elzéar de Sabran), 
- ainsi que le petit-fils paternel de Roberto Orsini et de Sveva del Balzo (it). Ladite Sveva (ou Sibilla) des Baux de Soleto (del Balzo di Soleto) était la femme de Roberto Orsini di Nola, et la sœur de Raymond des Baux (it) († 1375), comte/conte di Soleto (it), de la Maison del Balzo di Soleto issue des Baux d'Orange-Courthézon ; en effet, lesdits Sveva et Raymond/Raimondo des Baux/del Balzo étaient les enfants d'Hugues/Ugo des Baux de Soleto († 1319), lui-même un des fils de Bertrand III d'Orange-Courthézon († 1305) : cf. Wikipedia-it : Del Balzo et Orsini del Balzo.
- La sœur de Raimondello, Sveva Orsini (del Balzo) di Nola di Soleto, fille donc de Nicola et Jeanne de Sabran, épousa Francesco Ier des Baux (de Berre) d'Andria, et fut la mère de Marguerite, ainsi que la grand-mère de François II des Baux d'Andrie.

Rien n'est connu de son enfance et de sa jeunesse ; il apparaît pour la première fois dans les sources en février 1372 en tant qu'écuyer à la cour pontificale d'Avignon.
Il ajouta à son patronyme Orsini celui des Baux (Del Balzo) (d'où le nom Orsini del Balzo) lorsqu'il fut adopté par son grand-oncle Raymond des Baux de Soleto et sa femme Isabelle d'Apia, comtesse de Campagna et Casaluce, pour leur donner une descendance. En dépit du testament de Raymond des Baux, son père Nicolas Orsini conserva pour lui le comté de Soleto qui aurait dû lui revenir ; il dut ainsi chercher fortune ailleurs, en se mettant au service des différents prétendant au royaume de Naples.
Il soutint d'abord Louis Ier d'Anjou, puis rejoignit en 1382 son rival Charles de Durazzo, avant de prêter à nouveau allégeance à Louis en septembre 1384.
À la mort de Louis Ier d'Anjou (20 septembre 1384), Raimondello poursuivit sa politique en faveur des Angevins, soutint Louis II d'Anjou et se précipita, en mars 1385, pour défendre le pape Urbain VI menacé par Charles de Durazzo. Grâce à l'intervention armée de Raimondello le pontife fut libéré du siège de Nocera et, s'étant retiré à Gênes, par une bulle spéciale accordée au comte Orsini del Balzo, lui offrit le droit de fonder à San Pietro di Galatine un couvent, un hôpital et une église sub vocabulo Sanctae Chatarinae.
Il épousa entre août et octobre 1385 Marie d'Enghien, comtesse de Lecce (fille de Jean et de Sancie des Baux, fille de Bertrand III des Baux (de Berre) d'Andria), ce qui lui permit d'acquérir une première base territoriale. Grâce au soutien de Louis II, il put s'emparer du comté de Soleto en 1389, en en chassant son père et son frère aîné, mais dut attendre la mort du premier en 1399 pour recevoir le titre de comte. En février 1389, il tourna à nouveau casaque en faveur du fils de Charles de Durazzo, Ladislas, obtenant la promesse de l'investiture de la principauté de Tarente à la mort du prince Othon IV de Brunswick-Grubenhagen (dernier mari de la reine Jeanne), qui survint en mars/avril 1399.
Il rompit avec Ladislas en 1405 et se mit à la tête d'une coalition contre la famille de Duras
Raimondello est mort à Tarente le 17 janvier 1406.

## Mécénat
Vers la fin du XIVe siècle, il ordonna la construction de la Basilique Sainte-Catherine d'Alexandrie (it) à Galatina, un chef-d'œuvre de l'art franciscain. Il est lui-même représenté à l'intérieur avec son fils Giovanni Antonio. Il s'y trouve une relique (un doigt) de sainte Catherine d'Alexandrie, apportée dans les Pouilles par Raimondello du monastère du mont Sinaï où se trouve le corps de la sainte. La tradition raconte que Raimondello, qui se serait rendu en personne en pèlerinage au monastère égyptien, au moment de baiser la main du corps momifié de la sainte en signe de vénération, aurait dérobé un doigt du corps en le mordant et en le cachant dans sa bouche jusqu'à son retour en Italie. Il laissa une autre œuvre d'importante qu'il souhaitait et commanda : le clocher de Soleto qui porte son nom, le Campanile de Raimondello (it), un magnifique campanile de style gothique tardif.
À sa mort, Marie d'Enghien (1367-1446) poursuivit l'œuvre de son mari en décorant l'église Sainte Catherine de fresques avec de nouveaux ouvriers napolitains. Après sa mort, les travaux ont été poursuivis par leur fils le prince de Tarente Jean Antoine et son épouse Anna Colonna, comme en témoignent les armoiries des Orsini et des Baux, écartelées avec celles des Colonna à la fois dans l'église de Sainte Catherine et sur le dernier niveau du campanile de Soleto.

## Mariage et descendance
Raimondo Orsini del Balzo s'est marié avec Marie d'Enghien de Lecce, dont il a eu :
- Jean Antoine (1386-1463), prince de Tarente, duc de Bari et comte d'Acerra, Conversano, Lecce, Matera (à partir de 1443), Soleto et Ugento (à partir de 1453) ;
- Marie, mariée à Antonio Acquaviva, 3e duc d'Atri ;
- Catherine, mariée à Tristano di Chiaromonte, comte de Copertino, d'où entre autres enfants : la reine Isabelle, et Sancie de Clermont-Lodève, femme de François II des Baux, duc d'Andria (un arrière-petit-fils de Bertrand III) ;
- Gabriel († 1453), duc de Venosa (à partir de 1441), comte de Lecce et Ugento (à partir de 1434), général et amiral napolitain, qui épousa Maria / Giovanna Caracciolo del Sole[5] en 1431, fille de Sergianni, grand sénéchal de le royaume de Naples, et de Caterina Filangieri.

Il eut aussi un fils illégitime, Angelo (1370-1421), qui n'a pas été élevé par lui et qui fut seigneur de Lavello et de Toscanella (probablement au nord de Naples),.

## Honneurs
"Le pape Urbain VI a donné à Raimondo Orsini del Balzo la rose d'or pour l'avoir libéré à Nocera dei Cristiani où il avait été assiégé et ramené à Gênes avec ses galères."
-- 1389